# 1 500 mètres masculin aux Jeux olympiques d'été de 1980 (athlétisme)
Navigation
Montréal 1976 Los Angeles 1984
L'épreuve du 1 500 mètres masculin aux Jeux olympiques de 1980 s'est déroulée du 30 juillet au 1er août 1980 au Stade Loujniki de Moscou, en URSS. Elle est remportée par le Britannique Sebastian Coe dans le temps de 3 min 38 s 40.

## Résultats

### Finale
| Rang               | Athlète                  | Pays               | Temps         |
| ------------------ | ------------------------ | ------------------ | ------------- |
| Médaille d'or      | Sebastian Coe            | Royaume-Uni        | 3 min 38 s 40 |
| Médaille d'argent  | Jurgen Straub            | Allemagne de l'Est | 3 min 38 s 80 |
| Médaille de bronze | Steve Ovett              | Royaume-Uni        | 3 min 38 s 99 |
| 4                  | Andreas Busse            | Allemagne de l'Est | 3 min 40 s 17 |
| 5                  | Vittorio Fontanella (en) | Italie             | 3 min 40 s 37 |
| 6                  | Jozef Plachý             | Tchécoslovaquie    | 3 min 40 s 66 |
| 7                  | José Marajo              | France             | 3 min 41 s 48 |
| 8                  | Steve Cram               | Royaume-Uni        | 3 min 41 s 98 |
| 9                  | Dragan Zdravković        | Yougoslavie        | 3 min 43 s 05 |

## Légende
Records et Performances
- AR : Record continental (area record)
- CR : Record des championnats (championship record)
- MR : Record du meeting (meet record)
- NR : Record national (national record)
- OR : Record olympique (olympic record)
- PR : Record paralympique (paralympic record)
- PB : Record personnel (personal best)
- SB : Meilleure performance personnelle de la saison (season's best)
- WL : Meilleure performance mondiale de l'année (world leader)
- WJR : Record du monde junior (world junior record)
- WR : Record du monde (world record)

Circonstances et Conditions
- DNF : N'a pas terminé (did not finish)
- DNS : N'a pas pris le départ (did not start)
- DQ : Disqualification (disqualification)
- NM : Aucun essai valable enregistré (No Mark)
- Q : Qualifié « directement » au prochain tour (ou à la prochaine compétition), lors d'une compétition majeure, grâce au classement ou à la réalisation des minima (automatic qualifier)
- q : Qualifié au prochain tour (ou à la prochaine compétition), lors d'une compétition majeure, grâce au repêchage ou à la réalisation de l'une des meilleures performances parmi celles des « non qualifiés directement » (grâce au meilleur temps ou à la meilleure distance par exemple) (secondary qualifier)